# Carl-Gustav Arvid Rossby
Carl-Gustav Arvid Rossby, švedsko-ameriški meteorolog, * 28. december 1898, Stockholm, Švedska, † 19. avgust 1957, Stockholm.

## Življenje in delo
Rossby je študiral na Univerzi v Stockholmu in Univerzi v Leipzigu. Njegov učitelj Vilhelm Bjerknes ga je navdušil nad meteorologijo in oceanografijo. Leta 1922 se je Rossby vrnil v Stockholm in se pridružil Švedski meteorološki hidrološki službi, kjer je služboval kot meteorolog na več oceanografskih odpravah. Med odpravami je študiral matematično fiziko na Univerzi v Stockholmu.
Leta 1926 je odšel v ZDA in se pridružil Ameriški vremenski službi v Washingtonu. Tu je združeval teoretično delo o turbulenci v ozračju z ustanovitvijo prve vremenske službe za civilno letalstvo. Leta 1928 je ustanovil prvi ameriški oddelek za meteorologijo na Tehnološkem inštitutu Massachusettsa (MIT). V tem času se je zanimal še za termodinamiko ozračja, mešanje in turbulenco in za povezavo med oceani in ozračjem.
Leta 1938 je postal ameriški državljan, naslednje leto pa pomočnik direktorja za raziskave Ameriške vremenske službe. Leta 1940 so ga imenovali za predstojnika oddelka za meteorologijo na Univerzi v Chicagu. V tem obdobju se je usmeril na raziskave o gibanjih ozračja v velikem merilu. Razpoznal in označil je vetrovni stožec  in Rossbyjeve valove v ozračju.
Med 2. svetovno vojno je organiziral vadbo vojaških meteorologov. Veliko od njih se je po vojni priključilo oddelku v Chicagu, kjer je začel prilagajati svoj matematični opis dinamike ozračja na napovedovanje vremena s pomočjo elektronskih računalnikov.
Leta 1947 je postal ustanovni direktor Švedskega meteorološkega inštituta v Stockholmu in v obeh mestih deloval v vsakem polovico časa.
Od leta 1954 do smrti je zagovarjal in razvijal področje kemije ozračja.